# Aleksandr Balašov
Aleksandr Dmitrievič Balašov (in russo Александр Дмитриевич Балашов?) (Mosca, 13 luglio 1770 – Kronštadt, 8 maggio 1837) è stato un generale russo.

## Biografia
Balašov era l'erede di una famiglia nobile. Quando compì sei anni il padre, consigliere e senatore, lo arruolò nel reggimento Preobraženskij, anche se fu solo nel novembre 1781 che si iscrisse all'accademia, immatricolandosi nel 1787 con il grado di paggio di camera. Il 9 gennaio 1791 entrò a far parte del reggimento Izmajlovskij come tenente. Nel 1795 divenne tenente colonnello dell'esercito. Fu promosso colonnello nell'aprile 1798, e maggior generale nel 1799.
Il 21 gennaio 1800 Balašov terminò il servizio militare, e nel novembre dello stesso anno fu nominato governatore generale e capo della guarnigione di Tallinn. Il 23 settembre 1804 abbandonò per motivi familiari, e tre anni dopo divenne capo della polizia di Mosca. Nel novembre 1807 divenne general-krigs-komissar, ed il 29 marzo 1808 sostituì Fëdor Ertell come capo della polizia di San Pietroburgo.
Nel febbraio 1809 Alessandro I conferì a Balašov il grado di aiutante generale nominandolo governatore della guerra di San Pietroburgo. Nel marzo 1809 fu nominato tenente generale. Il 1º gennaio 1810 divenne membro del neonato Consiglio di Stato, e nel giugno dello stesso anno fu ministro della polizia.
Nel 1812, durante la campagna di Russia di Napoleone, Balašov si trovava in prima linea a Vilnius. Dopo che la Grande Armata ebbe attraversato la frontiera il 12 giugno, Balašov fu incaricato di consegnare a Napoleone Bonaparte le lettere dell'imperatore. Partecipò all'organizzazione della milizia popolare (Народное ополчение) e fu membro del comitato straordinario che nominò il comandante in capo dell'esercito russo.
Dopo la guerra patriottica del 1812 Balašov fu coinvolto in missioni diplomatiche. Tra il 1819 ed il 1828 fu governatore generale della guerra di Orël, Tula, Rjazan', Tambov e Voronež. Il 23 settembre 1834 rassegnò le dimissioni, e morì l'8 maggio 1837 durante il viaggio verso Kronštadt.
Massone, nel 1810 fece parte della Loggia di San Pietroburgo Gli Amici Riuniti, fondata dal general-maggiore Alessandro Jerebtsov. Nel 1818-19 fu membro d'onore delle Logge Gli Amici Riuniti e "Palestina".